# Rąbczyn (Wągrowiec)
Pour les articles homonymes, voir Rąbczyn.
Rąbczyn (prononciation : [ˈrɔmpt͡ʂɨn]) est un village polonais de la gmina de Wągrowiec dans le powiat de Wągrowiec de la voïvodie de Grande-Pologne dans le centre-ouest de la Pologne.
Il se situe à environ 9 kilomètres à l'est de Wągrowiec (siège de la gmina et du powiat), et à 51 kilomètres au nord-est de Poznań (capitale de la Grande-Pologne).
Le village possédait une population de 458 habitants en 2013.

## Histoire
De 1975 à 1998, le village faisait partie du territoire de la voïvodie de Piła.

Depuis 1999, Rąbczyn est situé dans la voïvodie de Grande-Pologne.

## Personnalités liées à la ville
- Joseph von Zerboni di Sposetti (1766-1831), publiciste.